# Patrik Banga
Patrik Banga (* 27. března 1982 Praha) je český novinář, bloger, spisovatel a hudebník romské národnosti.

## Život
Banga je původní profesí programátor. Pochází z pražského Žižkova, ke kterému se celý život hlásí. Svou novinářskou kariéru začal v Jugoslávii, odkud v roce 1999 psal zpravodajské články pro česká média. Od roku 2007 pracuje pro server iDNES.cz, kde působí (s dvouletou přestávkou v České televizi) dosud.
V roce 2012 se podílel na tvorbě dokumentárního filmu Ghetto jako systém z cyklu Intolerance, jehož námět vznikl na základě Bangových reportáží z ubytoven v Ostravě. Režíroval M. Petrov.
V hudební branži působil se svými bratry Radoslavem (známější pod pseudonymem Gipsy) a Gyullou již od třinácti let. S prvně jmenovaným zakládal kapely Syndrom Snopp (transformace z původních "Kalo rikonos") a známější Gipsy.cz, kde hrál na kytaru a zpíval. Se starším bratrem Gyullou občasně působil v kapele Trio Romano, kde hraje na cokoliv, co zrovna dostane do ruky. Aktivně hraje na několik hudebních nástrojů (klavír, kytara, baskytara, flétna).
Je spoluautorem některých hudebních pasáží v pohádce O chytrém, ale prolhaném zloději Bajcůrovi, kde ztvárnil hlavní roli Bajcůra.
Je autorem dvou povídek ve sbírkách Všude samá krása a Samet Blues, které v roce 2021 vydalo nakladatelství Kher.
V roce 2022 debutoval se svou knihou Skutečná cesta ven, kterou vydalo nakladatelství HOST. V Knihovně Václava Havla knihu pokřtila hned trojice kmotrů, spisovatel Jáchym Topol, spisovatelka Petra Dvořáková a režisér Václav Marhoul. Kniha byla dosud přeložena do anglického jazyka, překládá se do německého jazyka a také do arabštiny.  
Ve stejném roce vyšla i stejnojmenná audioknížka, kterou vydalo nakladatelství OneHotBook. V soutěži Audiokniha roku 2022 se umístila na třetím místě v kategorii Absolutní vítěz, a na druhém místě v kategorii Nejlepší mluvené slovo mimo kategorie.  Knihu namluvil Patrik Banga, obsahuje také doprovodný soundtrack, o který se postarali bratři Gyulla a Patrik Bangovi, doprovázeni Petrem Horvátem. 
Je historicky prvním Romem, který byl v roce 2023 nominován na cenu Magnesia litera. Za svoji autobiografii Skutečná cesta ven získal ocenění v kategorii debut roku.
V roce 2023 byla v antologii Krev, monstra a cukroví publikována jeho povídka Erža.
Jeho povídka Žižkovák vyšla ve sbírce povídek The Book of Prague.